# Martin Gisti
Martin Gisti, född  9 december 1889 i Solør, död 18 januari 1971, var en norsk skådespelare, manusförfattare och regissör.
Gisti debuterade som skådespelare 1920 i Gustav Adolf Olsens Kaksen paa Øverland. År 1922 skrev han manuset till filmen Farende folk tillsammans med regissören Amund Rydland. Han hade också en mindre roll i samma film. Han fortsatte att göra roller både stum- och talfilm, bland annat i flera av Rasmus Breisteins filmer. Han gjorde sammanlagt 16 roller 1920–1972 (den sista postumt). Han var också skådespelare och regissör vid Trøndelag Teater på 1940-talet. År 1941 regisserade han radiopjäsen Fridtjof Nansen en helt fra vår egen tid som sändes på NRK.

## Filmografi
- 1920 – Kaksen paa Øverland
- 1922 – Farende folk (även manus)
- 1925 – Himmeluret
- 1926 – Simen Mustrøens besynderlige opplevelser
- 1932 – Deception (aldrig färdigställd)
- 1938 – Det drønner gjennom dalen
- 1938 – Ungen
- 1939 – Gryr i Norden
- 1939 – Å, en så'n brud!
- 1941 – Gullfjellet
- 1942 – Nordlandets våghals
- 1943 – Unge viljer
- 1944 – Brudekronen
- 1955 – Trost i taklampa
- 1961 – Fru Inger til Østråt
- 1963 – Freske fraspark
- 1972 – Motforestilling